# Eusebi Planas i Franquesa
Eusebi Planas i Franquesa (Barcelona, 1833 - Barcelona, 13 de març de 1897) va ser un dibuixant, aquarel·lista i litògraf català.
Fou fill de Marià Planas i de Beatriu Franquesa. El seu pare volia que estudiés Dret, però la seva vocació artística feu que al final ingressés al taller d'un gravador litògraf. Posteriorment es va inscriure a l'Escola de la Llotja i a una acadèmia privada. El 1849 va anar a estudiar a París per perfeccionar les tècniques litogràfiques sota les ordres de Lassalle. Allà va començar a treballar per a l'editor Goupil, primer amb un retrat d'Eugenia de Montijo a cavall i vestida a l'andalusa. Gràcies a aquest i a altres projectes es va consagrar com a dibuixant a París.
El 1854 es va declarar una epidèmia de còlera a la ciutat, fet que el feu tornar a Barcelona, on va començar a il·luminar fotografies i a il·lustrar novel·les, com Els tres mosqueters o Els miserables. Amb un fort volum de producció, esdevé un dels dibuixants i litògrafs més importants de la segona meitat del segle xix, creant el prototipus de bellesa vuitcentista femenina. Una de les seves obres més emblemàtiques fou La Historia de una Mujer de 1880.
Es va casar amb Càndida Trulls i fou avi del pintor i dibuixant Francesc Labarta i Planas.

## Bibliografia

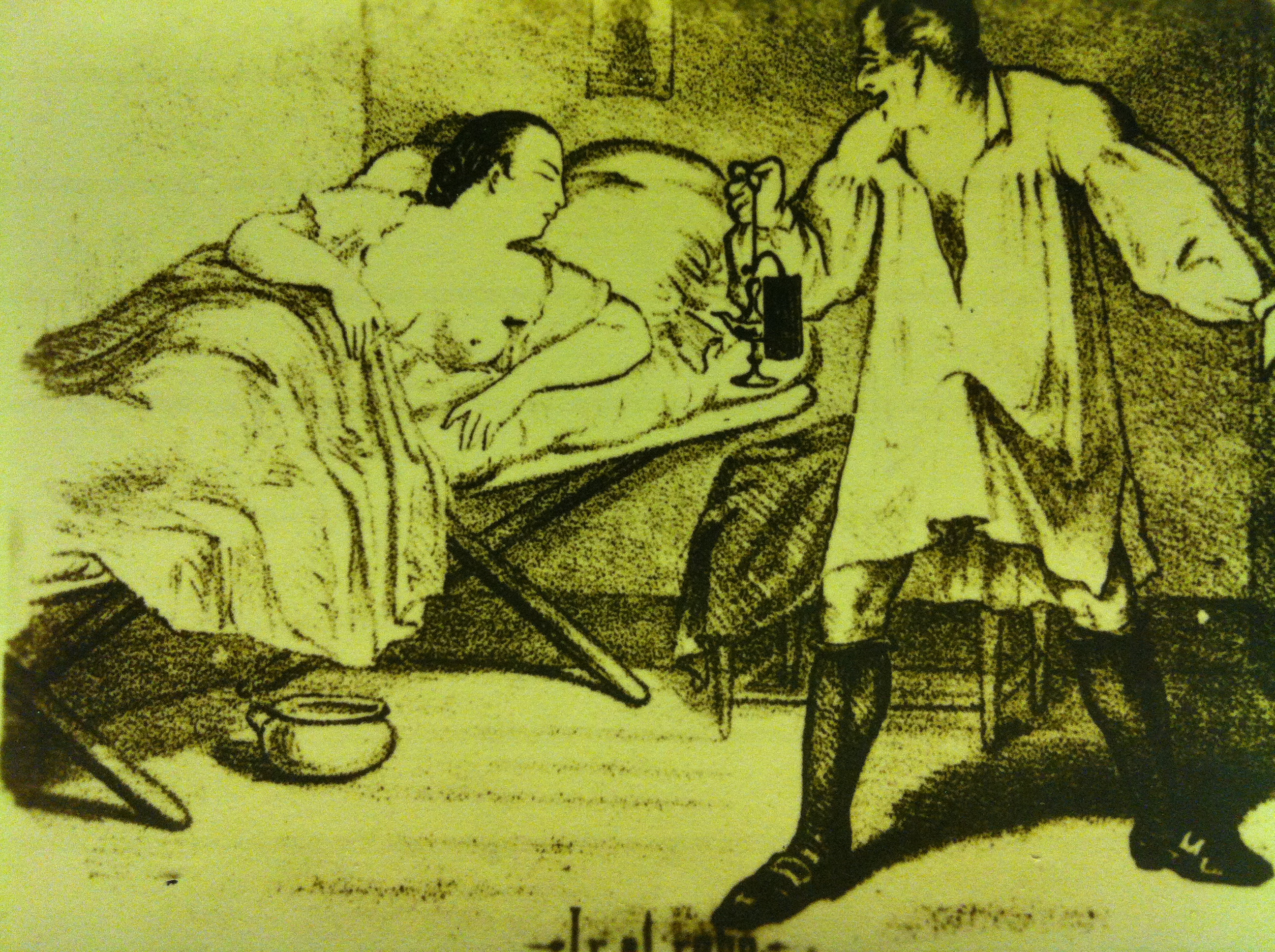
Una de les il·lustracions eròtiques de El noble juego del tresillo